# Запорізький Макар Вікторович
Макар Вікторович Запорізький (5 вересня 1989, Москва) — російський актор театру і кіно.

## Біографія
Народився 5 вересня 1989 року в Москві в сім'ї заслуженого артиста Росії Віктора Запорізького, відомого за такими фільмами як «Діти Арбата», «Примножує смуток» та «Громови. Діти надії». Закінчив дитячу музичну школу духових та ударних інструментів імені В. М. Блажевича по класу тромбона.
У 2007 році Макар Запорізький зіграв Федора Годунова в історичному фільмі «1612».
У 2010 році закінчив режисерський факультет ГІТІСу (майстерня заслуженого діяча мистецтв Росії Олега Кудряшова).
У 2010–2011 роках працював в Центральному академічному театрі Російської армії.
З 2012 року — артист Московського академічного театру ім. В. Маяковського.

## Сім'я
- Старший брат — актор Кирило Запорізький (нар. 29 квітня 1985);
- Дружина — актриса.

## Творча діяльність
Дипломні вистави
- «Принижені і ображені» (за романом Федора Михайловича Достоєвського, режисер Світлана Землякова) — Іван Петрович

- «Історія мамонта» (за романом «Географ глобус пропив» Олексія Іванова, режисер Катерина Гранітова) — Овечкін (Овчина), учень Служкін

- «Пушкінський вечір» (з уривків з «Євгенія Онєгіна» і «Руслана і Людмили» Олександра Сергійовича Пушкіна, режисер Світлана Землякова) — Руслан

- «Гоголь. Фантазії» (за повістями «Старосвітські поміщики» і «Записки божевільного» Миколи Васильовича Гоголя, режисери Кирило Витоптов і Туфан Імамутдінов) — Начальник / Пушкін

- «Ікумада» (за новелою «Муки пекла» Рюноске Акутагава) — Другий учень Есіхіде

- «Едіп — цар» (по трагедії Софокла, режисер Світлана Землякова) — Вісник / Жрець / Горожанин / домочадець

Московський академічний театр імені Володимира Маяковського
- «Кін IV» (за мотивами п'єси « Кін, або Геній і безпутність» Олександра Дюма (батька), режисер Тетяна Ахрамкова) — Чарльз Кін

- «Бенкет» (за п'єсою Ніла Саймона, режисер Арцибашев Сергій Миколайович) — Офіціант

- «Ворог народу» (за п'єсою Генріка Ібсена, режисер Микита Кобелєв) — Біллінг, громадський активіст, кореспондент «Народного вісника»

- «Записки божевільного» (за повістю Миколи Васильовича Гоголя, режисер Туфан Імамутдінов) — Начальник № 2

- «Золотий ключик, або Пригоди Буратіно» (за повістю — казкою Олексія Миколайовича Толстого, режисер Йоффе Юрій Володимирович) — Арлекін / Цвіркун

- «Мама- кіт» (за п'єсою Луїса Сепульведа, режисер Поліна Стружкові) — Книгочей, рудий портовий кіт

- "Маяковський йде за цукром " (за п'єсою Саші Денисової, режисер Олексій Кузмін — Тарасов) — Ведучий / Петро Мітуріч / Всеволод Мейєрхольд

- «Мертві душі» (за поемою Миколи Васильовича Гоголя, режисер Сергій Арцибашев) — Чиновник

- «На велелюдному місці» (по комедії Олександра Миколайовича Островського, режисер Юрій Іоффе) — Гришка — козачок

- «Пригоди Червоної Шапочки» (за музичній казці Юлія Кіма, режисер Юрій Іоффе) — Іван — Царевич